# Blåskären - Salungarna - Stora Bredgrundet
Blåskären - Salungarna - Stora Bredgrundet este o arie protejată (arie specială de conservare — SAC, sit de importanță comunitară — SCI) din Finlanda întinsă pe o suprafață de 274,9 ha, integral pe uscat.

## Localizare
Centrul sitului Blåskären - Salungarna - Stora Bredgrundet este situat la coordonatele 60°10′37″N 20°59′30″E / 60.176944°N 20.991667°E.

## Înființare
Situl Blåskären - Salungarna - Stora Bredgrundet a fost declarat sit de importanță comunitară în august 1998 pentru a proteja 1 specie de animale. Situl a fost protejat și ca arie specială de conservare în decembrie 2015.

## Biodiversitate
Situată în ecoregiunea boreală, aria protejată conține 1 habitat natural: Insulițe și insule mici din Baltica boreală.
La baza desemnării sitului se află o specie protejată de  mamifere: Halichoerus grypus.
Pe lângă speciile protejate, pe teritoriul sitului au mai fost identificate 3 specii de păsări.